# ヤープ・ヴァン・ズヴェーデン
ヤープ・ヴァン・ズヴェーデン（オランダ語: Jaap van Zweden , 1960年12月12日 - ）は、オランダの指揮者、ヴァイオリニスト。「van」はオランダ語では「ファン」と読むため、原語の発音に近い表記だとヤープ・ファン・ズヴェーデン ([ja:p fan zve:dən]) である。

## 人物・来歴
1960年、アムステルダム生まれ。アメリカ・ニューヨークのジュリアード音楽院にてヴァイオリンを学ぶ。1979年から1995年まで、アムステルダム・コンセルトヘボウ管弦楽団のコンサートマスターを務め、その後指揮者に転向した。
2000年から2005年までハーグ・レジデンティ管弦楽団首席指揮者、2005年から2012年までオランダ放送フィルハーモニー管弦楽団首席指揮者、2008年から2011年までロイヤル・フランダース・フィルハーモニー管弦楽団首席指揮者、2008年から2018年までダラス交響楽団音楽監督、2012年から2024年まで香港フィルハーモニー管弦楽団音楽監督、2018年から2024年までニューヨーク・フィルハーモニック音楽監督、2024年からはソウル市立交響楽団（Seoul Philharmonic Orchestra）の音楽監督を務める。

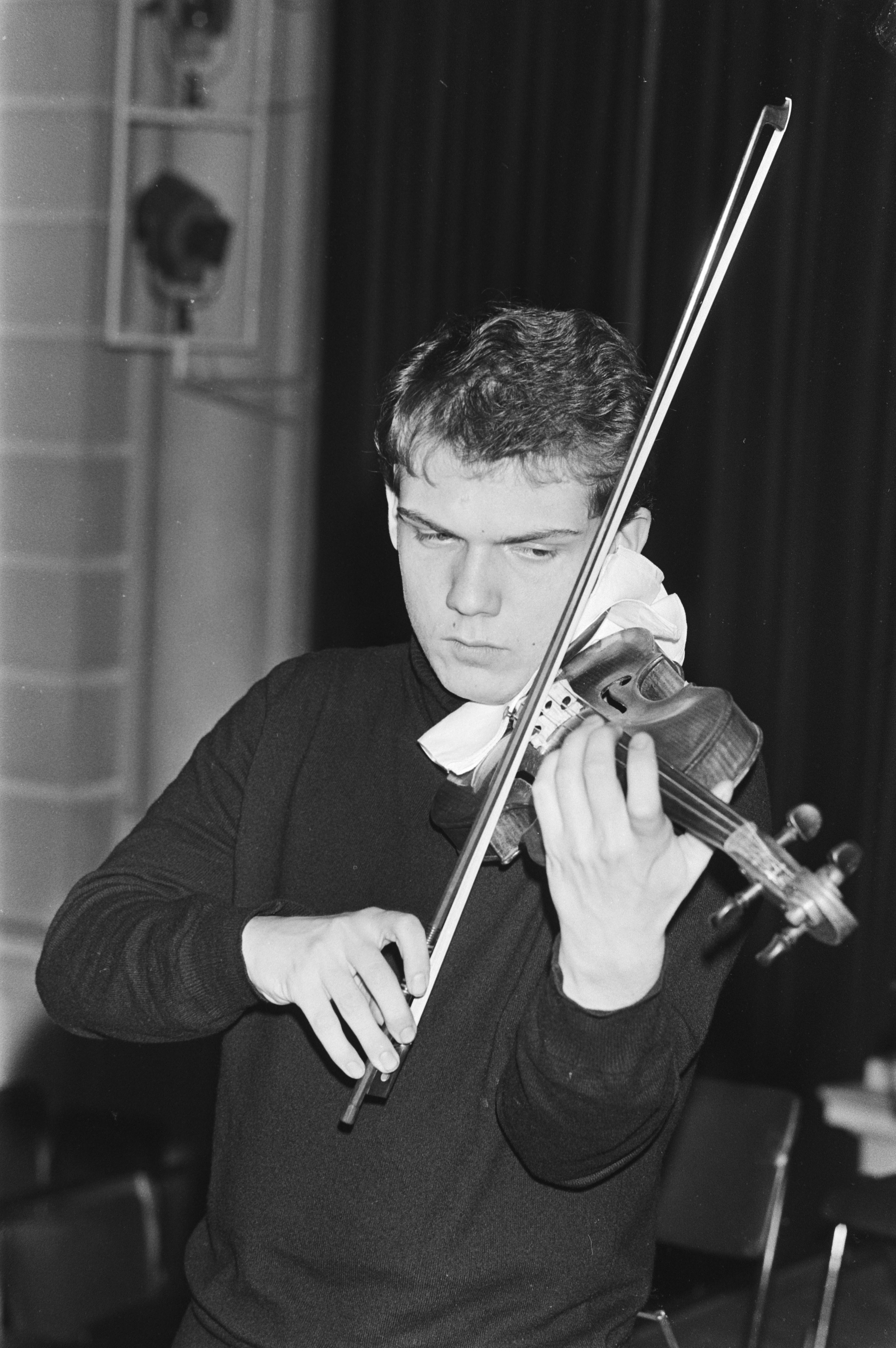
ヤープ・ファン・ズヴェーデン（1981年）